# Vogelthal
Vogelthal ist ein Gemeindeteil der Stadt Dietfurt an der Altmühl im Landkreis Neumarkt in der Oberpfalz, Bayern.

## Lage
Das Kirchdorf Vogelthal liegt auf der Hochfläche der südlichen Frankenalb im Naturpark Altmühltal südwestlich des Gemeindesitzes Dietfurt an der Altmühl. Von Amtmannsdorf führt von der Bundesstraße 299 eine nach Osten abzweigende Straße zu Vogelthal und weiter zum Nachbardorf Arnsdorf.

## Geschichte
Um 1180 besaß Graf Siboto von Falkenstein, verheiratet mit einer Sulzbach-Habsbergerin, laut dem „Codex Falkensteinensis“ drei Höfe zu Vogelthal. Später ging der Besitz an die Hirschberger Grafen  über. 1304 legte der letzte Graf von Hirschberg, Gebhard VII., testamentarisch fest, dass sein Besitz, darunter Vogelthal, dem Eichstätter Bischof zufallen soll. Als der Graf 1305 starb, kam es zu einer Auseinandersetzung zwischen dem Bischof und Bayern um das Erbe; im Gaimersheimer Spruch vom 19. Oktober 1305 wurde das Dorf dem Bischof zugesprochen. 1306 wurde dem Bischof in einer Auseinandersetzung mit dem königlichen Reichslandvogt in Nürnberg durch einen Spruch König Albrechts vom 8. September auch das Dorfgericht zugesprochen. Der Bischof übertrug die Vogtei den Schenken von Töging, nachweislich im 15. Jahrhundert; so war 1415 Methes Schenk (der Ältere) damit belehnt. Die Schenken waren aber auch mit Gütern belehnt.
1407 verzeichnet das Salbuch von Hirschberg vier vogtbare Hofstätten, von denen drei öde lagen. 1417 waren die Muracher in Vogelthal begütert. Auch 1447 ist von vier Hirschberger Höfen die Rede, von denen einer zuvor zur Johanniterkommende Altmühlmünster gehört hatte. Ein weiterer Hof ging 1572 wahrscheinlich aus dem Besitz der Muracher an das Hochstift über. 1471 zinsten sechs Bauern nach Hirschberg. 1584 kamen beim Übergang Tögings an das Hochstift drei Höfe der Schenken an den Bischof; sie verblieben zunächst unter der Verwaltung des nunmehr bischöflichen Richteramtes Töging später des Kastenamtes Hirschberg-Beilngries. Um 1640 zinste ein Hof an das Benediktinerkloster Plankstetten. 1644 waren die Dorfbewohner teils Eigenbesitzer, teils hochstiftisch zinsbar, teils nach Dietfurt zinsbar; ein kleineres Anwesen gehörte den Muggentaler zu Hexenagger im Schambachtal.
Ende des 18. Jahrhunderts unterstanden vier Anwesen dem Pflegamt Hirschberg, zwei dem bischöflichen Richteramt Töging, eines dem Klosteramt Plankstetten und ein weiteres seit mindestens 1326 dem bayerischen Pflegamt Riedenburg. Bezüglich der Ehehaft gehörte das Dorf, wie auch pfarrlich, zu Kottingwörth.
Bei der Säkularisation kam das untere Hochstift, zu dem das Richteramt Töging und damit auch Vogelthal gehörte, an Großherzog Erzherzog Ferdinand III. von Toskana und 1806 an Bayern und dort in das Landgericht Beilngries. 1809 wurde aus Grögling, Amtmannsdorf und Vogelthal der Steuerdistrikt Amtmannsdorf gebildet (ab 1811 Ruralgemeinde). Mit dem Gemeindeedikt von 1818 wurde Vogelthal zusammen mit Grögling wieder eine eigenständige Gemeinde. 1830 hatte Vogelthal bei 30 Anwesen 70 Einwohner, 1944 140 Einwohner. Im Bezirksamt bzw. Landkreis Beilngries liegend, schloss sich der Ort bei der bayerischen Gebietsreform, die auch die Auflösung dieses Landkreises mit sich brachte, am 1. Juli 1972 der Gemeinde Dietfurt im Altmühltal im vergrößerten Landkreis Neumarkt in der Oberpfalz an.

### Kirchliche Verhältnisse
Vogelthal gehörte zur Urpfarrei Kottingwörth. Ab 1792 war der Ort vorübergehend der katholischen Pfarrei Paulushofen zugeteilt. Die ursprüngliche Dorfkapelle St. Vitus war ein kleiner barocker Bau, errichtet 1797, mit einem Fachwerk-Dachreiter von 1867. Sie wurde 1954 abgetragen, ist aber als Gemälde auf einer Hauswand in der Nähe ihres ehemaligen Standorts noch zu sehen.
Die heutige Dorfkirche St. Willibald mit Langhaus mit ornamental bemalter Holzdecke, mit Vorzeichen, mit Turm mit vierseitigem Spitzhelm und angebauter Sakristei steht am nördlichen Ortsrand und ist dem hl. Willibald geweiht. Sie wurde 1953 vom Architekten Josef Elfinger, Ingolstadt, im traditionellen Typus der Chorturmkirche geschaffen.

## Vereine
- Freiwillige Feuerwehr Vogelthal
- Reitverein Vogelthal
- Kriegerverein Vogelthal
- Katholische Landjugendbewegung Vogelthal

## Personen mit Bezug zu Vogelthal
- Michael Wittmann (1914–1944), deutscher SS-Hauptsturmführer der Waffen-SS.